# 타라 에어 193편 추락 사고
타라 에어 193편 추락 사고는 포카라 공항에서 좀솜 공항으로 가던 도중 포카라 공항에서 이륙 후 8분후에 추락하였다.

## 항공기
항공기는 2015년에 바이킹 에어가 제조한 DHC-6-400 일련번호 926의 기체이다. 10월 타라 에어가 취득하여 9N-AHH로 등록되었다.

## 비행
193편은 포카라 공항에서 좀솜 공항으로 향하는 비행 시간 20분의 항공편이였다. 오전 7시 50분에 이륙하고 좀솜 공항으로 항로를 설정했다. 이륙에서 8분 후 193편과의 교신이 두절되었다.

## 수색
승객과 승무원 21명 (후에 23명으로 판명)이 탑승한 193편이 실종되었다 판단되어 3대의 헬리콥터에 의해 수색이 시작되었다. 타라 에어에 따르면, 출발지와 도착지는 날씨가 좋았고 이륙 시의 시야는 5km였다. 헬기는 추락 후 2시간 이상 경과한 후에 193편의 항로를 따라했지만, 악천후 때문에 수색이 더뎌졌다. 당시 네팔 육군의 발표에서는 안개 때문에 수색에 방해가 되었다고 하였다. 예티 항공에 따르면 헬리콥터의 운용은 중단되어 착륙했다.
이와는 별도로 좀손 경찰은 지역 주민으로부터 폭발음을 들렸다는 신고로 접근을 시도하고 있었다. 5시간 후, 다나에서 도보로 4시간 걸리는 산중에 추락 지점이 확인되었다. 발견 당시 기체의 잔해는 불타고 있었으며, 시신도 불타고 있었다.
경찰과 군이 현지에 도착해 시신을 회수했다. 25일까지 19명의 시신을 회수하였다.

## 사망자
승객 20명 (어린이 2명), 승무원 3명이 탑승하고 있었다.
| 국적     | 승객 | 승무원 | 합계 |
| -------- | ---- | ------ | ---- |
| 네팔     | 18   | 3      | 21   |
| 중국     | 1    | 0      | 1    |
| 쿠웨이트 | 1    | 0      | 1    |
| 합계     | 20   | 3      | 23   |

## 조사
아난다 프라사드 포카렐 관광부 장관 아래에 민간 항공국 전 국장을 장으로 하는 5명의 조사위원회가 설립되었다. 원인 규명은 명확하게 밝혀지지는 않았지만, 고도 10,000m에서 13,000m으로 상승하다가 흙먼지에 말려 기어가 오작동을 일으킨 것으로 추락했을 가능성이 지적되고 있다.